# Jean Rotz
Jean Rotz est un hydrographe et cartographe, du XVIe siècle, formé par la très renommée école de cartographie de Dieppe, réputée pour la clarté et la précision de ses cartes marines. 

## Historique
Jean Rotz représenta des cartes marines et terrestres, notamment les découvertes de Jacques Cartier au Canada. 
Il présenta au roi de France François Ier une mappemonde qui ne semble pas attirer l'attention du roi. Il est vrai que la colonisation du Canada semble difficile et pose quelques soucis d'autant plus que la situation internationale, notamment le conflit avec Charles Quint empêche de lancer des expéditions maritimes.
Henri VIII d'Angleterre profite de cette situation pour recevoir auprès de lui Jean Rotz. Intéressé par sa mappemonde, Henri VIII nomme Jean Rotz  hydrographe royal. 
Il réalise également une carte du Brésil, agrémentée de détails ethnographiques dans Boke of idrography.  

## Représentation de l'Australie

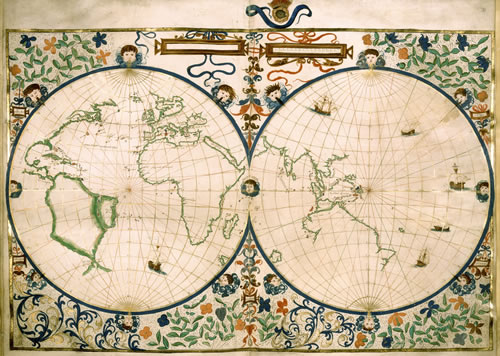
Mappemonde de Jean Rotz (1542)

En 1542, Jean Rotz offre au roi d'Angleterre, une mappemonde  représentant avec une grande précision l’Afrique, le golfe Persique, l’Inde et l’Asie du Sud-Est. Cette carte présente une « petite » et une « grande » Java. 
Cette « grande Jave » est également présente sur les cartes marines de Pierre Desceliers et de Nicolas Vallard. 
Les contours de l'Australie et d'une partie de la Nouvelle-Zélande figurent sur cette carte ainsi qu'une île située à la latitude de la Nouvelle-Calédonie.